# Etoliko
Etoliko (griechisch Αιτωλικό (n. sg.), auch Aitoliko) ist eine Lagunenstadt mit 4012 Einwohnern (2011) in der griechischen Region Westgriechenland. Zusammen mit mehreren kleinen Dörfern und Siedlungen bildet Etoliko die gleichnamige Dimotiki Kinotita (Δημοτική Κοινότητα Αιτωλικού Dimotikí Kinótita Etolikoú) mit 4813 Einwohnern (2021) im Gemeindebezirk Etoliko der Gemeinde Mesolongi.

## Lage

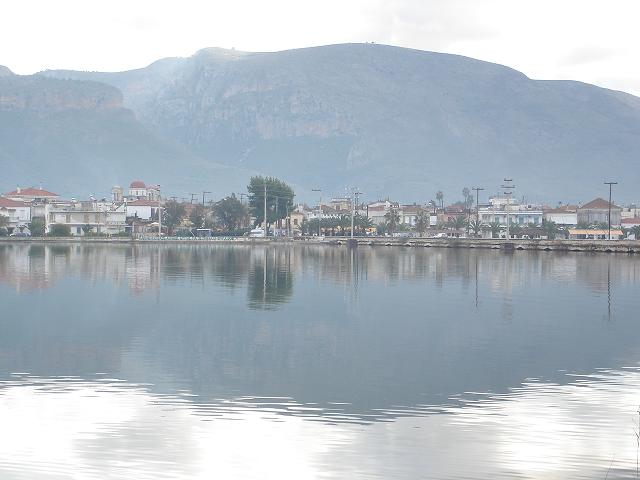
Blick auf die Stadt Etoliko mit Brücken

Etoliko liegt zwischen den antiken Städten Pleuron und Oiniadai. Die Altstadt liegt auf einer Insel zwischen der Lagune von Etoliko im Norden und der größeren sich nach Süden zum Golf von Patras und dem Ionischen Meer öffnenden Lagune von Mesolongi. Durch zwei Brücken ist die Insel nach Osten und Westen mit dem Festland verbunden. Gezeitenkräfte lassen hier regelmäßig in wechselnder Richtung starke Strömungen entstehen. Über diese Brücken und entlang der Inselnordseite führt die Landstraße von Mesolongi nach Astakos. Auf der Ostseite der Lagunen verläuft die Autobahn 5.
Von den 57,507 km² Gesamtfläche des Stadtbezirks Etoliko entfallen 45,957 km² auf Landfläche. Im Norden grenzen die Ortsgemeinschaften Agios Ilias und Stamna an, im Osten und Süden der Gemeindebezirk Mesolongi sowie im Westen Iniades.
Das Delta des Acheloos, das Mesolongi-Delta, ist nach der weiter im Süden liegenden Bezirkshauptstadt Mesolongi benannt und das größte Griechenlands. Die Mesolongi-Lagune, eine der größten Lagunen des Mittelmeerraumes, ist im Durchschnitt nur 1,5 Meter tief. Sie ist vom Golf von Patras durch Sandbänke getrennt und wird von dort mit Seewasser versorgt, während die Etoliko-Lagune bis zu 30 Meter tief und brackig ist.

## Geschichte
Der Name der kleinen Landstadt Etoliko erinnert als einziger noch an den hier in der Antike wohnhaften Stamm der Aitoler, der im 4. und 3. vorchristlichen Jahrhundert einen Städtebund gründete und damit eine wichtige politische Rolle spielte.
Um 900 n. Chr. wurde der byzantinische Flottenstützpunkt Lepanto am Golf von Korinth Hauptstadt des Themas (Verwaltungsbezirk) Nikopolis. Die neue Hauptstadt wurde durch die Anlage von Festungen im Vorfeld gesichert. Eine dieser Festungen war Etoliko, günstig zur Verteidigung auf der Insel in den Lagunen gelegen. Seit dem 12. Jahrhundert führt die sich inzwischen zur Stadt entwickelte Inselfestung den Namen Anatolikon. Eine erste schriftliche Erwähnung aus dieser Zeit stammt vom jüdischen Reisenden Benjamin von Tudela, der 1172/73 in seinem Reisebericht vermerkt: „Von dort ist es eine halbe Tagesreise bis Anatolikon, das an einem Nebenarm des Meeres liegt.“ 1406 vertreibt der Herr von Kefalonia (der größten der Ionischen Inseln), Carlo I. Tocco, die Albaner aus Anatolikon. Allerdings zwingen die Venezianer die Tocchi, ihre Einnahmen aus den Salzgärten und Fischgewässern von Anatolikon mit ihnen zu teilen. Etwa 1430 wurde Anatolikon türkisch.
Während des griechischen Unabhängigkeitskrieges vom osmanischen Reich Anfang des 19. Jahrhunderts wurde Etoliko ein wichtiger Ort des Widerstands. Das für Angreifer nur schwer zugängliche Etoliko erlebte drei türkische Belagerungen. 1823 konnten in einer ersten Belagerung, zusammen mit Mesolongi (wo Lord Byron im April 1824 starb), die nur etwa 500 griechischen Verteidiger 15.000 Türken erfolgreich widerstehen. Ebenfalls wurde eine zweite Belagerung abgewehrt. Erst in einer dritten Belagerung konnte Etoliko, etwa gleichzeitig mit Mesolongi (11. April 1826), von den Türken wieder eingenommen werden. 1829 erkannte im Vertrag von Adrianopel die Hohe Pforte die Autonomie Griechenlands an.
Bis zu seiner Eingemeindung nach Mesolongi zum 1. Januar 2011 war Etoliko Verwaltungssitz einer selbständigen Gemeinde, die zuletzt 1997 durch Eingemeindung einiger Nachbarorte auf über 7.000 Einwohner angewachsen war. Diese Gemeinde ist heute einer von drei Gemeindebezirken der Gemeinde Mesolongi.

## Sehenswürdigkeiten
In der Kirche der Taxiarchen ist die historische Quelle zu sehen, die während der türkischen Belagerung der Stadt im Unabhängigkeitskrieg auf der sonst trinkwasserlosen Insel die Belagerten mit Frischwasser versorgte. Die Quelle soll sich durch türkischen Artilleriebeschuss aufgetan haben. Im Vorhof der Kirche liegt das Grab der Kyra Basilikis, der Ehefrau Ali Paschas von Ioannina.

## Wirtschaft

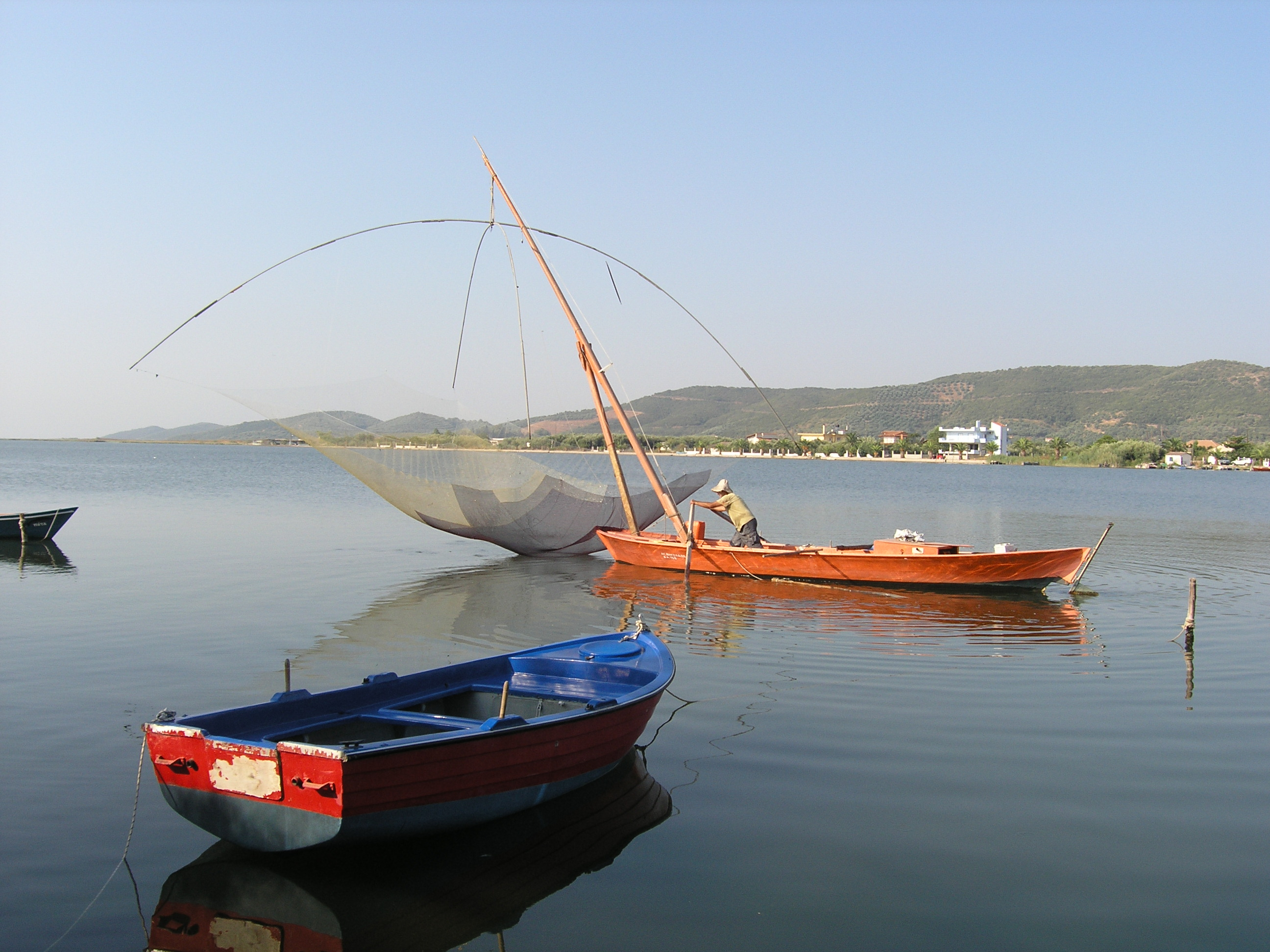
Lagunenfischer

Wirtschaftlich von Bedeutung sind neben der Landwirtschaft die weitflächigen Salinen zwischen Etoliko und Mesolongi, die Fischzucht in den Lagunen sowie Fischfang. Die Lagunen sind mit die fischreichsten Gewässer Griechenlands. Die Fischer der Lagune können wegen des flachen Wassers hier ihre Boote auch staken. An verschiedenen Stellen finden sich Pilades, Fischerhütten auf Pfählen. Bebauung und Abwasser sind im gesamten Deltabereich streng reglementiert, ein großer Teil steht unter Naturschutz, es herrscht Jagdverbot. In diesem Gebiet leben über 170 Vogelarten.

## Verkehr
Von 1890 bis 1970 war Etoliko an die schmalspurige griechischen Nordwestbahn angeschlossen. Sie führte im Osten an der Stadt vorbei und über 61 km vom Hafen von Kryoneri am Golf von Korinth – von wo aus ein Trajekt nach Patras verkehrte – nach Agrinio. Von 1912 bis zu ihrer Stilllegung 1940 zweigte hier zudem eine Strecke nach Katochi auf der Westseite der Lagune ab. Diese Zweigstrecke nutze die zwei Brücken, die die beiden Ufer der Lagune und die Altstadt von Etoliko verbinden. Die Hauptstrecke wurde dann 1970 stillgelegt.
Ab 1996 wurde die Hauptstrecke ganz oder abschnittweise wieder in Stand gesetzt, Arbeiten die 2004 aber eingestellt wurden, ohne dass es zur Wiederaufnahme des Betriebs gekommen wäre. Zeitweilig gab es Planungen, die Strecke im Rahmen der Transeuropäischen Netze in Normalspur auszubauen und bis Ioannina zu verlängern.

## Wissenswert
In den Tavernen von Etoliko sind geräucherter Aal und in Wachs gehüllter Fischrogen Avgotaracho besondere Spezialitäten.